# 蒋科 (明朝)
蒋科（1533年—？），字士登，号瀛洲，回族。南直隶扬州府泰州（今江苏泰州市）人，民籍，明朝政治人物。同进士出身。

## 生平
嘉靖四十三年（1564年），蒋科舉甲子科應天鄉試，隆慶二年（1568年）登戊辰科三甲进士。授湖廣長沙府瀏陽縣知縣，隆慶六年（1572年）十月，选授南京廣東道试监察御史。万历元年（1573年）九月巡视南京营务，五年（1577年）任建宁府知府。累官直隶大名府知府，十五年四月升山东副使，霸州兵备，十七年十二月升山东右参政兼佥事、整饬开原兵备。

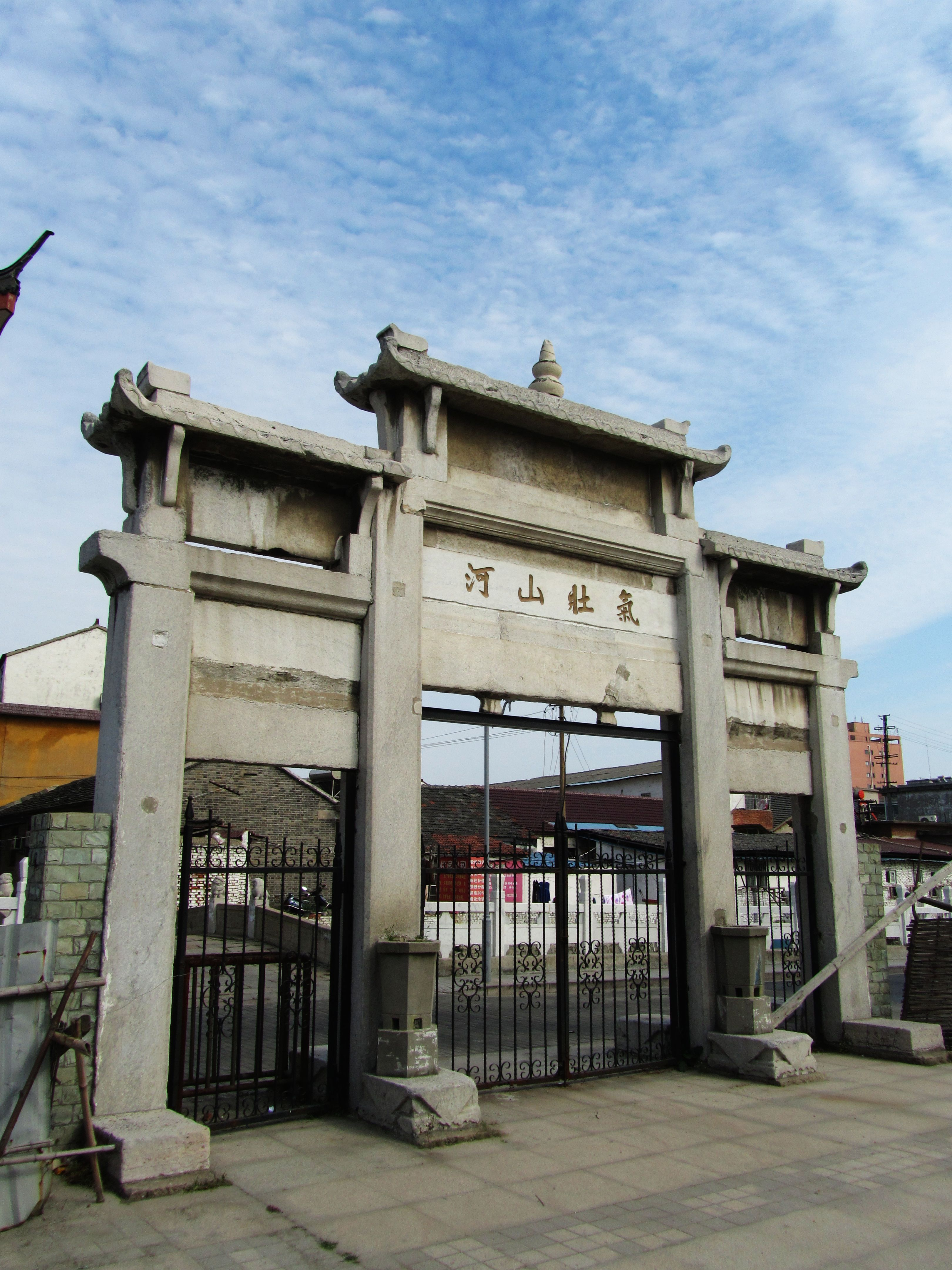
蒋科为其父请建之柱史坊

## 家族
曾祖蒋奎。祖父蒋信。父蒋行，壽官。母张氏。具庆下。